# Ardıçlık, Refahiye
Ardıçlık là một xã thuộc huyện Refahiye, tỉnh Erzincan, Thổ Nhĩ Kỳ. Dân số thời điểm năm 2010 là 11 người.